# Cristóbal Pineda
Cristóbal Felipe Pineda Andradez (Concepción, 23 de septiembre de 1987) es un ingeniero civil en transporte, académico y político chileno, militante del Frente Amplio. Entre marzo de 2022 y marzo de 2023, se desempeñó como subsecretario de Transportes bajo el gobierno del presidente Gabriel Boric. 

## Estudios
Realizó sus estudios superiores en la carrera de ingeniería civil mención en transporte en la Universidad de Chile, posteriormente cursó un magíster en ciencias de la ingeniería, con mención en transporte de la misma casa de estudios y un magíster en transporte y planificación urbana de la University College London, Inglaterra.

## Trayectoria profesional
Especialista en la realización de estudios estratégicos y tácticos de transporte, dónde ha conocido las interacciones institucionales de la gobernanza del transporte urbano en Chile. Se ha desarrollado como docente universitario relacionado con temáticas de transporte urbano. Por otra parte, desde 2014 se desempeña como profesor en la Universidad de Chile y en la Universidad Técnica Federico Santa María, en temas relacionados al transporte urbano y planificación urbana.
Durante el segundo gobierno de Michelle Bachelet, trabajó en la gerencia de Planificación y Desarrollo del Metro de Santiago y como coordinador de la consultora Cityplanning, evaluando programas en las regiones Metropolitana y de Antofagasta. Luego, se desempeñó como encargado de la Secretaría de Planificación (SECPLA) en la Municipalidad de Maipú, entre julio de 2021 y febrero de 2022. En esa labor gestionó el desarrollo de proyectos de infraestructura, equipamiento, movilidad y espacio público.

## Trayectoria política
Exmilitante del antiguo partido Revolución Democrática (RD), es uno de los autores de la propuesta de transportes del programa de gobierno del candidato presidencial de Apruebo Dignidad Gabriel Boric, de cara a la elección de noviembre de 2021. En el programa, uno de sus ejes es «instalar un "transporte doble cero", referido a un sistema público gratuito y sin emisiones de gases contaminantes, que partiría en forma piloto en algunas ciudades». También se propone «avanzar a una integración tarifaria y operacional del transporte público en regiones y ampliar los trenes de carga, entre otras medidas».
Luego del triunfo de Boric en la segunda vuelta de diciembre de dicho año, ya en calidad de presidente electo, fue nombrado por éste como titular de la Subsecretaría de Transportes, función que asumió el 11 de marzo de dicho año, con el inicio formal de la administración.

## Controversias
Su designación como subsecretario de Transportes ha estado envuelto en polémica y ha sido criticado junto a otros tres nombramientos de subsecretarios designados: Christian Larraín Pizarro en Previsión Social, Fernando Araos en Redes Asistenciales, Alfredo Gutiérrez Vera en Obras Públicas y Galo Eidelstein en Fuerzas Armadas. Pineda fue cuestionado porque salieron a la luz algunos tuits publicados entre 2010 y 2014 —actualmente borrados— con contenido considerado machista y misógino en los cuales nombraba a la entonces dirigenta estudiantil Camila Vallejo y otras personalidades.
Se refirió a estos tuits confirmando su existencia y, además, ofreció disculpas por haberlos publicado, señalando: 

"Efectivamente, estos comentarios son de alrededor de 10 años atrás, durante mi época estudiantil. Desde ya pido disculpas y considero que no hay contexto que lo justifique, por lo que me he contactado con las personas afectadas para enmendar este error". "He vivido un proceso de aprendizaje, que aún continúa, y que me ha permitido comprender de mejor forma la urgencia de una política feminista y que el diálogo y debate interpartidos no puede ocurrir bajo la reducción de Twitter. Por lo mismo, reitero mis más sinceras disculpas y me comprometo a seguir modificando todo aquello que vive en nosotros y que deben ser parte de un Chile que quede atrás".